# Sandra Santos
Sandra Santos (Porto, 25 de Novembro de 1982) é uma uma actriz e nutricionista portuguesa.

## Carreira
Sandra Santos nasceu no Porto em 1982. Licenciou-se em Ciências da Nutrição pela Faculdade de Ciências da Nutrição e Alimentação da Universidade do Porto. É ainda pós-graduada em Tecnologia e Segurança Alimentar pela Faculdade de Ciências e Tecnologia da Universidade Nova de Lisboa. Paralelamente ao trabalho como nutricionista. Em 2016, com o objetivo de aliar a maternidade e o seu know-how em nutrição, criou a marca e plataforma digital dedicada à nutrição e saúde materno-infantil: Papinhas da Xica. Hoje, este projeto é uma referência no âmbito da nutrição infantil e conta com milhões de visualizações. O livro, Refeições em Família, nasce da vontade de dar continuidade ao seu primeiro livro, o Guia de Alimentação para o Primeiro Ano do Bebé, que se tornou um best-seller e é presença assídua na mesa de muitas famílias com bebés e crianças felizes!
Fez o Curso de formação de Actores da ACT - Actores para Cinema e Televisão de 2002 a 2004.
Já integrou o elenco de várias telenovelas da SIC e TVI, bem como projetos no teatro e cinema.

## Televisão
| Ano         | Projeto                             | Papel                   | Notas                 | Canal |
| ----------- | ----------------------------------- | ----------------------- | --------------------- | ----- |
| 2005 - 2006 | Dei-te Quase Tudo                   | Mariana                 | Elenco Principal      | TVI   |
| 2008        | A Outra                             | Sara                    | Elenco Principal      | TVI   |
| 2008        | Olhos nos Olhos                     | Carla                   | Elenco Adicional      | TVI   |
| 2008        | Casos da Vida «A Mulher do Soldado» | Marlene Correia Machado | Protagonista          | TVI   |
| 2008        | Casos da Vida «A Escolha de Camila» | Vera                    | Elenco Principal      | TVI   |
| 2008        | Podia Acabar o Mundo                | Ana Isabel              | Elenco Adicional      | SIC   |
| 2009        | Liberdade 21                        | Magada                  | Elenco Adicional      | RTP1  |
| 2009        | Pai à Força                         | Luna                    | Elenco Adicional      | RTP1  |
| 2009        | Um Lugar para Viver                 |                         | Elenco Adicional      | RTP1  |
| 2011        | Maternidade                         |                         | Elenco Adicional      | RTP1  |
| 2011        | Conta-me como Foi                   | Nani                    | Elenco Adicional      | RTP1  |
| 2011        | Voo Direto                          | Alexandra               | Elenco Adicional      | RTP1  |
| 2011        | Lua Vermelha                        |                         | Elenco Adicional      | SIC   |
| 2010        | Ele É Ela                           | Telma Torres            | Elenco Adicional      | TVI   |
| 2010 - 2011 | Morangos com Açúcar                 | Cláudia Cortês          | Elenco Principal      | TVI   |
| 2012        | Órfã do Passado                     | Sara                    | Protagonista          | TVI   |
| 2013 - 2014 | Belmonte                            | Sónia                   | Elenco Principal      | TVI   |
| 2013 - 2014 | Bem-Vindos a Beirais                | Teresa Sampaio          | Co- Protagonista      | RTP1  |
| 2015        | Os Maias                            | Raquel Cohen            | Participação Especial | RTP1  |
| 2016        | Donos Disto Tudo                    | Vários Papéis           | Participação Especial | RTP1  |
| 2016        | Dentro                              | Alexandra               | Elenco Adicional      | RTP1  |
| 2016        | Amor Maior                          | Sofia                   | Elenco Adicional      | SIC   |
| 2017 - 2018 | Jogo Duplo                          | Emília Venâncio         | Elenco Principal      | TVI   |
| 2019        | Golpe de Sorte                      | Rita Colaço             | Elenco Adicional      | SIC   |
| 2019        | Três Mulheres                       | Isabel Balsemão         | Elenco Adicional      | RTP1  |
| 2022        | A Série                             | Ela Própria             | Participação Especial | RTP1  |
| 2023        | Quero É Viver                       | Eulália                 | Elenco Adicional      | TVI   |

## Cinema
- Um Funeral à Chuva (2010)

## Vida pessoal
Sandra Santos é mãe de Francisca (30 de agosto de 2015), da união com o ator João Catarré..